# سيدي العبدلي
بلدية سيدي العبدلي إحدى بلديات دائرة بن سكران بولاية تلمسان في الجزائر، تبعد عن مدينة تلمسان بحوالي 33 كم، وتقع شمال شرق الولاية. يحدها من الشمال بلدية أغلال ومن الجنوب بلدية عين فزة وبلدية أولاد ميمون ومن الشرق عين تالوت وعقب الليل ومن الغرب بلدية بن سكران وبلدية عمير. تقدر مساحتها بحوالي 22.7 كم2

## التضاريس
إن المتأمل لتضاريس البلدية يجد أنها تتميز في القسم الشمالي الممتد على ضفاف وادي يسّر بالطابع السهلي، كما تعد الجبال والهضاب أهم التضاريس التي تميز المنطقة ومن أهم الارتفاعات بالمنطقة دية خيالات 684م ومن أهم الهضاب هضبة يسّر التي يخترقها مجموعة من الوديان والسيول الضيقة التي تقسم هذه الأراضي إلى ضيعات صغيرة، كما تعلو البلدية بـ 470م عن مستوى البحر. ونظرا لموقع سيدي العبدلي الجغرافي فإنها تعتبر من أهم المناطق الزاخرة بالثروات المائية فمجاري المياه بالبلدية كثيرة منها التي كانت تسيل وما زالت إلى يومنا هذا: عين الحمّام وتصب في وادي يسّر، عين فروج، عين قطارة، عين سيدي عبد الرحمن وعين الحاسي وهذا ما مكّن من بناء ثلاثة سدود:
- سد الازدهار: ويعتبر من أهم السدود حيث تقدر طاقته الإجمالية 120 مليون/م2
- سد تيلوة: تستغل مياهه في الري.
- سد شعبة العاليا: هو سد صغير أقيم لتجميع مياه الأمطار التي تستغل في الري أمانسبة لمعدل التساقط السنوي للأمطار بالبلدية فنجدها لا تتعدى 400 مم، كما نجد اختلافا في درجة الحرارة فهي من 40 درجة في الأشهر الحارة من الصيف إلى 12 - 15 درجة في الأشهر الباردة.

## السكان
تضم البلدية تجمعات سكانية أهمها سيدي العبدلي (مقر البلدية)، سيدي سنوسي، سيدي بن شيحة، قيطنة الحمام، العلوية، تاسليت، تيلوة. والملاحظ أن سكان البلدية ارتفع عددهم في السنوات الأخيرة منذ سنة 1987 م حين العدد 14.724 نسمة بمعدل 3.83% هذا المعدل الذي يتجه نحو الانخفاض بفضل سياسة التخطيط العائلي والتوعية بمدى خطورة النمو الديمغرافي وبلغ عدد سكان البلدية سنة 2002 17578 نسمة ويتراوح حاليا حوالي 20.000 نسمة.

## الصحة
يوجد فكل قرية مستوصف بالإضافة إلى العيادة المتعددة الخدمات الرئيسية التي يفتقر للمعدات الضرورية ويأمل سكان البلدية في مستقبل إلى مستشفى يقضى على النقص الكائن خاصة في مصلحة الولاداة.
تشكو بلدية سيدي العبدلي من المداومة الليلية بالمركز الصحي الوحيد على مستوى والذي

## الزراعة
تعتبر الفلاحة من أهم النشاطات التي يقوم بها السكان وتقدر مساحة الأراضي الفلاحية 16.660 هكتار منها 720 هكتار مسقية و 310 هكتار غابية. وتستوعب الزراعة نسبة هامة من اليد العاملة إلا أنه صعوبة المواصلات تجعل التبادل التجاري خاصة البضائع الفلاحية بطيء جدا بسبب عدم وجود طريق بري ملائم للمنطقة ككل مما يعرقل حتى برامج الاستثمار.
من أهم المحاصيل الزراعية فيها: التين، الكروم والقمح...
أهم الأراضي الزراعية أرض الخنتير

## الطرق
- الطرقات الولائية: 46.711 كم
- الطرقات البلدية: 51.600 كم

والجدير بالذكر هنا أن معظم طرقات البلدية مهترئة جدا وبخاصة الطريق الولائي الرابط بين مقر البلدية وولاية تلمسان، نفس الأمر يقال على الطريق الرابط بين مقر البلدية ودائرة أولاد ميمون أما الطريق الذي يربط البلدية فحدث ولا حرج فالمهترء.هذا كله على مرءى ومسمع السلطات المحلية
=السياحة
بلدية سيدي العبدلي بموقعها الجغرافي تحتوي على 
- محطة معدنية (حمام سيدي العبدلي) التي تستقطب العديد من السياح ومرضى الجلد الذين يتوافدون حتى من خارج الوطن وتعد موردا هاماً للبلدية.
- سد الازدهار بالإضافة إلى مياه الشرب التي يوفرها للولايات المجاورة (وهران، سدي بلعباس) يعد معلما سياحيا مهما للمنطقة.
- غابة سيدي العبدلي لكن للاسف مهملة تعد فضاء مهما للعب للاطفال. 
- منطقة تاسليت الأثرية.
- منطقة جرف وشلالات بالقرب من حمام سيدي العبدلي خاصة في فصل الصيف.
الثقافة والرياضة
```
وبالإضافة إلى المحطة هناك مؤسسة ثقافية المتمثلة في دار الشباب والتي فيها عدة نشاطات كنادي الاعلام الالي، فريق تنس الطاولة، نادي المكتبة، نادي الفيديو، نادي كرة القدم للاشبال والنادي الكشفي، نادي البيئي، نادي الشطرنج، نادي الاستدراك المدرسي.
```

الجمعيا ت والنوادي الناشطة حاليا.
```
من أهم الجمعيات الناشطة ببادية سيدي العبدلي:
```

1 - الفوج الكشفي الازدهار الكائن مقره بدار الشباب سيدي العبدلي.
2 - جمعية البصائر الثقافية التي لها عدة نشاطات.
3 - نادي الازدهار الرياضي للكارتي كيوشين كاي.
4 - نادي الفتح سيدي العبد لي لكرة القدم.
5 - الجمعية الثقافية الشروق الكائن مقرها بقرية القيطنة بالمدرسة القديمة.
6- فرع جمعية العلماء المسلمين الكائن مقرها بوسط مدينة سيدي العبدلي.
ملاحظة:
```
بلدية سيدي العبدلي تفتقر إلى مركز للكتوين المهني ومركز للشرطة والحماية المدنية.
```

المعالم والاثار

## الوالي الصالح «سيدي محمد العبدلي».
*** العلامة الصوفي سيدي محمد العبدلي التلمساني ***
* الولي الصالح المجاهد الشـيخ الـعالم الصوفي الشريف أبو عبد الله سيدي محمد الملقب بسيدي العبدلي . من الأولياء العلماء و الزهاد العباد ، أصله من فاس ، و هو من أولاد بلقاسم الشريف . حفظ القرآن الكريم مبكرا ، و أخذ أشهر العلوم كالنحو و الحديث و الحساب .
* توجه سيدي محمد العبدلي عام 1565 ميلادية رفقة إخوته إلى المشرق منبع الأنوار الجلية و مصدر سائر العلوم النقلية ، فحج و نهل العلم ثم عادوا ، و يقال أنهم إفترقوا في "تسالة" ، أما هو فقد إستقر بمدينة تلمسان قرب باب الجياد ، حيث إشترى منزلا هناك لا يزال موجودا ، و يعرف بدار سيدي العبدلي . وقد كانت لسيدي العبدلي ثروة هائلة .
* واصل سيدي محمد العبدلي طلب العلم بمدينة تلمسان ، و لم يمنعه إشتغاله بالعلم و العبادة من الإهتمام بشؤون العامة ، فكان ينصر الضعيف و يغيث الملهوف  و يدافع عن المظلومين ، فيدعمهم و يرفع تظلماتهم للحكام الأتراك العثمانيين .
* لقد لعب سيدي محمد العبدلي دورا بارزا في إصلاح ذات البين خلال ثورة حدثت في تلمسان بين أهاليها و الأتراك ، ثم أصبح سيدي محمد العبدلي عضواً في مجمع العلماء بتلمسان و قاضيا رفقة العالم الجليل "سيدي سعيد الَمَقِري" ، كما قام بتدريس مختلف العلوم النقلية في جامع الوزان بتلمسان : من التفسير وصحيح البُخاري في الحديث وخليل في الفقه والحِكم العطائية في التصوّف ، و من تلامذته العالم "سيدي محمد بن الصائم الجزولي التلمساني" صاحب كتابي : *كعبة الطائفين* و* قوت القلوب*.
* شارك سيدي محمد العبدلي في أحداث الغرب الجزائري المتمثلة في رد العدوان الإسباني ، فقد إتخذ الإسبان من مدينة "وهران" المحتلة قاعدة لغزو المدن الداخلية ، فقام سيدي محمد العبدلي بشراء قطعة أرض كبيرة على ضفاف وادي يسر شمال شرق تلمسان ، و بنى فيها رباطا ( الرباط هو حصن للدفاع و العبادة ) ، و قد عرف المكان منذ ذلك الحين بمنطقة "سيدي العبدلي" ، و تحالف سيدي محمد العبدلي مع الأتراك العثمانيين و أصهاره بني عامر الهلاليين ضد العدوان الإسباني المتكرر ، و حدثت عدة وقائع قادها و كان فيها النصر حليف المسلمين .
* توفي سيدي محمد العبدلي رحمه الله تعالى غازيا برباطه عام 1035 هجرية الموافقة لسنة 1626 ميلادية ، و ترك إبنين :
- علي الزهار الذي سكن دار العبدلي بباب الجياد في تلمسان ، و بها توفي و دفن .
-

## شهداء البلدية
المقبرة:
يوجد ببلدية سيدي العبدلي أكثر من 190شهيد وفي سنة 2007 تم جمع رفاة 22 شهيد بمقبرة لشهداء لبدية سيدي العبدلي.
حيث نختصر لكم بنبذة عن تاريخ بعض شهداء المنطقة
- الشهيد: عصماني الطيب

ولد عصماني الطيب يوم 16 ديسمبر 1936 ببن سكران وتربى ونشأ في بلدية قرية البرج المجاورة لبلدية سيدي العبدلي التحق بصفوف جيش التحرير الوطني والمنظمة المدنية لجبهة التحرير الوطني تحت رقم 526 وكان عمره 20 سنة وذلك بعد استدعائه من طرف جيش الاحتلال للخدمة الوطنية.
شهد الكثير من المعارك أهمها معركة الكرازبة بعين يوسف في أوائل سنة 1957 وهي المعركة التي أسر فيها ولكن هرب من السجن في أواخر سنة 1957 ثم اسر مرة أخرى ولم يسمع عنه أي خبر إلى ان جاء اعلان مقتله من طرف المحتل في ثكنة تلمسان 
- الشهيد: ديش بكاي

ولد ديش بكاي يوم 31 مارس 1909 ببن سكران وعاش يتيم الوالدين تربى عند عمه ولم يدخل المدرسة وحرم من التعليم إلا أن أصبح شابا ورباه رجل وزوجه إبنته ولما اندلعت ثورة التحرير أصبح بيته مركز عبور وإطعام للجنود إلى أن تم الإبلاغ عنه وقبض عليه من طرف الاستعمار الغاشم وقتلوه بغار مع المجاهدين بمنطقة رجل المهاجة وأستشهدوا جميعا سنة 1957.
- الشهيد: منصوري درويش

ولد منصوري درويش يوم 01 أوت 1936 ببن سكران وتربى في أسرة فقيرة وحين اندلاع الثورة المظفرة التحق بصفوف جيش التحرير الوطني وفي شهر أوت من سنة 1957 أسر وقتل أمام مرأى الناس بمنطقة جبل المهاجة.
- الشهيد: تاجوري سليمان

ولد تاجوري سليمان يوم 01 نوفمبر 1925 عاش كبقية الجزائريين وظل يعاني بطش وجبروت الاستعمار إلى أن أطلقت أول رصاصة في أول نوفمبر من سنة 1954 فكان يترصد الفرصة التي تحين للالتحاق بصفوف جيش التحرير في يوم 1958.05.31 قام جيش الاستعمار بعملية واسعة النطاق وعند وصولهم بمنطقة تسمرات قرب الواد لاحظ المستعمر المجاهد ولاذ بالفرار فأطلقوا عليه النار وأستشهد.
- الشهيد: قاسيمي العبدلي

ولد قاسيمي العبدلي يوم 14 فيفري 1919 تربى في أسرة عانت ويلات الاستعمار الغاشم ولما اندلعت الثورة المباركة التحق بصفوف جيش التحرير وألقي عليه القبض وأخذه الاستعمار رفقة زملائه المجاهدين في شهر أوت سنة 1957 وأطلق عليه النار أمام أعين سكان القرية بمنطقة رجل المهاجة. 
- الشهيد: منصوري ميلود

ولد منصوري ميلود يوم 08 نوفمبر 1941 ببن سكران كبر في أسرة مثل باقي الأسر الجزائرية وعندما اندلعت الثورة التحريرية التحق بصفوف جيش التحرير إلى أن أستشهد في سنة 1957.
- الشهيد: بلعباس عباس

ولد بلعباس عباس في سنة 1920 ببن سكران وكبر في جو مشحون بالضغينة للاستعمار كما كان يقترحه من جرائم وبعد اندلاع ثورة التحرير التحق بصفوف جيش التحرير إلى أن أستشهد في سنة 1958.
- الشهيد: حيرش محمد

ولد حيرش محمد في سنة 1886 كبر في كنف الاستعمار الغاشم الذي أهان واحتقر أهالي البادية إلى أن اندلعت ثورة الحرير المباركة فكان له ما يتمنى والتحق بصفوف جيش التحرير الوطني وألقي عليه القبض وأخذ رفقة زملائه المجاهدين مكبلين ومقيدي الأيدي وأطلق عليهم النار أمام مرأى الناس.
- الشهيد: درعي بومدين

ولد درعي بومدين في سنة 1936 عاش وكبر في وسط الاستعمار الغاشم الذي كان يحتقر ويذل من يقف في وجهه إل أنه كان يترصد فيها الفرصة التي تسمح له بالالتحاق بصفوف جيش التحرير فكان له ما يتمنى ونال الشهادة كبطل باسل وأستشهد يوم 1957.08.22.
- الشهيد: حشماوي حبيب

ولد حشماوي حبيب في سنة 1928 ببن سكران كبر يتم الأب كما أنه حم من التعليم كبقية أبناء الجزائر وبدأ يكبر شيئا فشيئا في ظل القهر والحرمان ولما أصبح شابا تزوج وله 4 أطفال بنتان وولدان وعندما اندلعت ثورة التحرير بذل كل ما وسعه من ماله وبدنه ووقته في خدمة وطنه من أجل استقلاله فجعل بيته مركز لجنود التحــرير إلى أن ألقـي عليه القبض وقتلـه للإستعمـار أمـام بيته وسقط شهيدا يوم 1958.01.29.
- الشهيد: تابتي معمر

ولد تابتي معمر يوم 1908 ببن سكران تربى في أسرة ميسورة الحال وعان كباقي المجتمع الجزائري من الأمية لما أصبح شابا تزوج إلا أنه لم يرزق بالأولاد ولما اندلعت ثورة التحرير كثر بطش المستعمر وقساوته وهذا ما دفعه إلى الالتحاق بصفوف جيش التحرير وذلك لدفاع عن حرية وعزة بلاده إلى أن سقط شهيدا سنة 1957.
- الشهيد: درفوف جيلالي

ولد درفوف جيلالي يوم 20 جويلية 1912 ببن سكران ابن خلادي وحمياني يمينة كبر وترعرع في ظل فقر وبطش الاستعمار ولما كبر تزوج وعند اندلاع ثورة التحرير التحق بصفوف جيش التحرير في سنة 1956 وابتلى البلاء الحسن إلى أن ألقي عليه القبض واستشهد يوم 1957.06.05.
- الشهيد: منداز عبد القادر

ولد منداز عبد القادر يوم 12 نوفمبر 1893 ببن سكران ابن محمد وفاطنة بنت المنقان تربى في أسرة ميسورة الحال ولما أصبح شابا تزوج وعند انطلاق رصاصة أول نوفمبر زاد حماسه للالتحاق بصفوف الثوار حتى جاءته الفرصة سنة 1956 فكان له ذلك إلى أن ألقي عليه القبض واستشهد يوم 1957.06.01.
- الشهيد: خبزاوي حاج

ولد خبزاوي حاج يوم 30 ماي 1899 ببن سكران ابن عبد القادر وبن قريد عزيزة عاش ميسور الحال وعند بلوغه سن الرشد تزوج إلا أن إرادته القوية لقتال المستعمر وحرية بلاده فكان شديد الكره له ولما اندلعت ثورة التحرير زاد حماسه لذلك وفي سنة 1956 التحق بإخوانه المجاهدين الأبطال إلى أن استشهد يوم 1958.08.22.
- الشهيد: مقني محمد

ولد مقني محمد يوم 20 مارس 1932 ببن سكران ابن عبد السلام ودافي مامة عاش وعان ويلات الاستعمار من أمية وعدم دخوله المدرسة وعندما اندلعت ثورة التحرير فظل يبذل كل ما بوسعه للاتصال بالمجاهدين إلى أن كان له ذلك. التحق بصفوف جيش التحرير في سنة 1956 حتى ألقي عليه القبض وقتل أمام مرأى سكان القرية (رجل المهاجة) تيلوة في سنة 1957.
- الشهيد: خداوي طيب

ولد طيب خداوي سنة 1929 ببن سكران ابن ميلود ومنداز خيرة عاش في ظل الحرمان والفقر ولقد حرم من التعليم كباقي أبناء الشعب الجزائري وهي السياسة التي إنتهجها الاستعمار الغاشم وعند بلوغه سن الرشد تزوج، ولما اندلعت الثورة المظفرة التحق بصفوف جيش التحرير وجاهد جهادا باسلا مع إخوانه إلى أن ألقي عليه القبض واستشهد يوم 
- الشهيد: حيرش شيخ

ولد حيرش شيخ سنة 1924 ببن سكران ابن محمد وحيرش كلتومة عاش في ظل الحرمان والفقر وأستشهد سنة في 08 أفريل 1957.
- الشهيد: وزاني بوسيف

ولد الشهيد وزاني بوسيف سنة 1895 بأولاد ميمون ابن عبد السلام وفاطمة عزاز عاش في ظل الحرمان والفقر مما دفعه إلى أن يجعل من بيته مركزا يلتقي فيه الثوار المجاهدين وذلك لدراسة الخطط لمحاربة المستعمر الغاصب وضل على حاله إلى أن علم بأمره العدو فالقي عليه القبض واستشهد يوم 1958.
- الشهيد: منصوري جيلالي

ولد الشهيد منصوري جيلالي يوم 05 أفريل 1934 ببني وعزان كبر وترعرع في أسرة فقيرة ومتماسكة ببغضها البعض مثل باقي الأسر الجزائرية وعندما اندلعت الثورة التحريرية ألتحق بصفوف جيش التحرير الوطني حارب ببسالة وجدارة إلى أن أستشهد يوم 1957.07.22.